# Грб Таџикистана
Грб Таџикистана је званични хералдички симбол Републике Таџикистан. Грб је усвојен децембра 1993. године, а у основни је задржао изглед грба бивше Таџичке ССР.
Круна у центру грба иста је она која се налази и на застави, што је референца на персијску реч тај, што значи круна. Наводно и само име за Таџички народ потиче од ове речи. База грба састоји се од отворене књиге и планина Памир у позадини.
Центар грба је окружен снопом памука на левој и пшенице на десној страни. Оба снопа су испреплетена траком у националним бојама (црвена, бела, зелена).

## Бивши грб
Први грб независног Таџикистана уведен је у употребу новембра 1992. године. У центру грба налазио се златни лав, испод њега планине Памир, иза којих су исејавале сунчеве зраке. Центар грба био је окружен стилизованим снопом пшенице, а на врху се налазила златна круна, као и на застави.
Грб је био у употреби до децембра 1993. године. Његов дизајн увелико је подсећао на мотив лава и сунца, који су били симбол монархије Иран пре 1979. године.